# Nucleosid triphosphat
Nucleoside triphosphate là một phân tử có chứa base nitơ liên kết với đường 5 carbon (hoặc ribose hoặc deoxyribose), với ba nhóm phosphat liên kết với đường.  Nucleoside triphosphat là một ví dụ về nucleotide. Chúng là tiền chất phân tử của cả DNA và RNA, là các chuỗi nucleotide được tạo ra thông qua quá trình sao chép và phiên mã DNA.  nucleoside triphosphat cũng đóng vai trò là nguồn năng lượng cho các phản ứng tế bào và tham gia vào các con đường truyền tín hiệu.
Nucleoside triphosphate không thể được hấp thụ tốt, vì vậy chúng thường được tổng hợp trong tế bào. Các con đường tổng hợp khác nhau tùy thuộc vào nucleoside triphosphat cụ thể được tạo ra, nhưng với nhiều vai trò quan trọng của nucleoside triphosphat, quá trình tổng hợp được điều chỉnh chặt chẽ trong mọi trường hợp.  Các chất tương tự nucleoside cũng có thể được sử dụng để điều trị nhiễm vi-rút. Ví dụ, azidothymidine (AZT) là một chất tương tự nucleoside được sử dụng để ngăn ngừa và điều trị HIV / AIDS.

## Khái niệm
Thuật ngữ nucleoside dùng để chỉ một base nitơ liên kết với đường 5 carbon (hoặc ribose hoặc deoxyribose). Nucleotid là các nucleoside liên kết cộng hóa trị với một hoặc nhiều nhóm phosphat. Để cung cấp thông tin về số lượng phosphat, thay vào đó, các nucleotide có thể được gọi là phosphat nucleoside (mono, di hoặc tri).  Do đó, nucleoside triphosphat là một loại nucleotide.
Nucleotid thường được viết tắt bằng 3 chữ cái (4 hoặc 5 trong trường hợp deoxy- hoặc dideoxy-nucleotide). Chữ cái đầu tiên cho biết danh tính của base nitơ (ví dụ A cho adenin, G cho guanin), chữ cái thứ hai cho biết số lượng phosphat (mono, di, tri) và chữ cái thứ ba là P, viết tắt của phosphat. Nucleoside triphosphat chứa ribose dưới dạng đường thường được viết tắt là NTPs, trong khi nucleoside triphosphat chứa d eoxyribose là đường được viết tắt là dNTPs. Ví dụ, dATP là viết tắt của deoxyribose adenosine triphosphat. Các NTP là các khối xây dựng của RNA và các dNTP là các khối xây dựng của DNA.
Các carbon của đường trong nucleoside triphosphat được đánh số xung quanh vòng carbon bắt đầu từ carbonyl ban đầu của đường. Thông thường, các số carbon trong đường được theo sau bởi ký hiệu nguyên tố (') để phân biệt chúng với các nguyên tố carbon của base nitơ. base nitơ được liên kết với carbon 1 'thông qua liên kết glycosidic, và các nhóm phosphat được liên kết cộng hóa trị với carbon 5'. Nhóm phosphat đầu tiên liên kết với đường được gọi là α-phosphat, nhóm thứ hai là β-phosphat, và nhóm thứ ba là γ-phosphat.

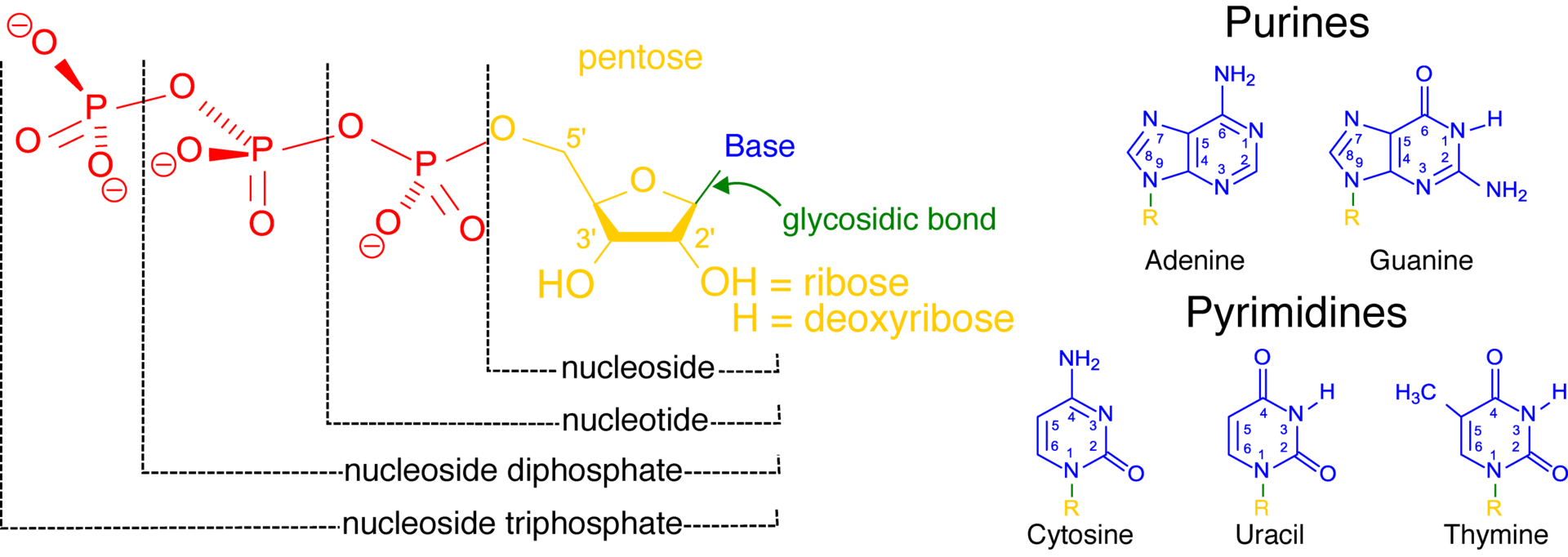
Lược đồ thể hiện cấu trúc của nucleoside triphosphat. Nucleoside bao gồm một đường 5 carbon (pentose) được kết nối với một base nitơ thông qua một liên kết glycosidic 1 '. Nucleotid là những nucleoside có số lượng nhóm phosphat thay đổi được nối với carbon 5 '. Nucleoside triphosphat là một loại nucleotide cụ thể. Hình này cũng cho thấy năm base nitơ phổ biến được tìm thấy trong DNA và RNA ở bên phải.

## Vai trò tổng hợp DNA và RNA
Các quá trình tế bào của quá trình sao chép và phiên mã DNA liên quan đến quá trình tổng hợp DNA và RNA tương ứng. Tổng hợp DNA sử dụng dNTPs làm chất nền, trong khi tổng hợp RNA sử dụng NTPs làm chất nền. Không thể chuyển đổi trực tiếp các NTP thành dNTP. DNA chứa bốn base nitơ khác nhau: adenine, guanine, cytosine và thymine. RNA cũng chứa adenine, guanine và cytosine, nhưng thay thế thymine bằng uracil.  Do đó, tổng hợp DNA yêu cầu dATP, dGTP, dCTP và dTTP làm chất nền, trong khi tổng hợp RNA cần ATP, GTP, CTP và UTP.
Sự tổng hợp axit nucleic được xúc tác bởi DNA polymerase hoặc RNA polymerase để tổng hợp DNA và RNA tương ứng. Các enzym này liên kết cộng hóa trị nhóm -OH tự do trên carbon 3 'của chuỗi nucleotide đang phát triển với α-phosphat trên carbon 5' của (d) NTP tiếp theo, giải phóng nhóm β- và γ-phosphat dưới dạng pyrophosphat (PPi). Điều này dẫn đến liên kết phosphodiester giữa hai (d) NTP. Việc giải phóng PPi cung cấp năng lượng cần thiết cho phản ứng xảy ra. Điều quan trọng cần lưu ý là sự tổng hợp axit nucleic chỉ xảy ra theo hướng 5' đến 3'.

## Chuyển hóa nucleoside triphosphat
Với tầm quan trọng của chúng trong tế bào, quá trình tổng hợp và phân hủy nucleoside triphosphat được kiểm soát chặt chẽ. Phần này tập trung vào quá trình chuyển hóa nucleoside triphosphat ở người, nhưng quá trình này khá được bảo tồn giữa các loài. Nucleoside triphosphat không thể được hấp thụ tốt, vì vậy tất cả các nucleoside triphosphat thường được tạo mới hoàn toàn (de novo). Sự tổng hợp ATP và GTP (purin) khác với sự tổng hợp CTP, TTP và UTP (pyrimidine). Cả quá trình tổng hợp purine và pyrimidine đều sử dụng phosphoribosyl pyrophosphat (PRPP) làm phân tử khởi đầu.
Việc chuyển đổi NTPs thành dNTPs chỉ có thể được thực hiện ở dạng diphosphat. Thông thường, một NTP có một phosphat bị loại bỏ để trở thành NDP, sau đó được chuyển đổi thành dNDP bởi một enzym gọi là ribonucleotide reductase, sau đó một phosphat được thêm trở lại để tạo ra dNTP.

### Tổng hợp purine
Một base nitơ được gọi là hypoxanthine được lắp ráp trực tiếp vào PRPP. Điều này dẫn đến một nucleotide gọi là inosine monophosphat (IMP). IMP sau đó được chuyển đổi thành tiền thân của AMP hoặc GMP. Khi AMP hoặc GMP được hình thành, chúng có thể được ATP phosphoryl hóa thành các dạng diphosphat và triphosphat.
Sự tổng hợp Purine được điều chỉnh bởi sự ức chế allosteric của sự hình thành IMP bởi các nucleotide adenine hoặc guanine.  AMP và GMP cũng ức chế cạnh tranh sự hình thành các tiền chất của chúng từ IMP.

### Tổng hợp pirimidine
Một base nitơ được gọi là orotate được tổng hợp độc lập với PRPP.  Sau khi tạo orotate, nó được gắn cộng hóa trị với PRPP. Điều này dẫn đến một nucleotide được gọi là orotate monophosphat (OMP).  OMP được chuyển đổi thành UMP, sau đó có thể được phosphoryl hóa bởi ATP thành UDP và UTP. UTP sau đó có thể được chuyển đổi thành CTP bằng phản ứng khử amin. TTP không phải là chất nền để tổng hợp axit nucleic nên không được tổng hợp trong tế bào. Thay vào đó, dTTP được tạo gián tiếp từ dUDP hoặc dCDP sau khi chuyển đổi sang dạng deoxyribose của chúng.
Sự tổng hợp pyrimidine được điều chỉnh bởi sự ức chế allosteric tổng hợp orotate bởi UDP và UTP. PRPP và ATP cũng là những chất hoạt hóa allosteric của quá trình tổng hợp orotate.

### Enzyme ribonucleotide reductase
Ribonucleotide reductase (RNR) là enzyme chịu trách nhiệm chuyển đổi NTPs thành dNTPs. Cho rằng dNTPs được sử dụng trong quá trình sao chép DNA, hoạt động của RNR được điều chỉnh chặt chẽ.  Điều quan trọng cần lưu ý là RNR chỉ có thể xử lý NDP, do đó, các NTP trước tiên được dephosphoryl hóa thành NDP trước khi chuyển đổi thành dNDP. dNDP sau đó thường được phosphoryl hóa lại. RNR có 2 tiểu đơn vị và 3 vị trí: vị trí xúc tác, vị trí hoạt động (A) và vị trí đặc hiệu (S). Vị trí xúc tác là nơi diễn ra phản ứng NDP thành dNDP, vị trí hoạt động xác định enzyme có hoạt động hay không và vị trí đặc hiệu xác định phản ứng nào diễn ra ở vị trí xúc tác.
Vị trí hoạt động có thể liên kết ATP hoặc dATP. Khi liên kết với ATP, RNR sẽ hoạt động. Khi ATP hoặc dATP liên kết với vị trí S, RNR sẽ xúc tác tổng hợp dCDP và dUDP từ CDP và UDP. dCDP và dUDP có thể tiếp tục gián tiếp tạo ra dTTP. dTTP liên kết với vị trí S sẽ xúc tác tổng hợp dGDP từ GDP, và liên kết dGDP với vị trí S sẽ thúc đẩy tổng hợp dADP từ ADP. dADP sau đó được phosphoryl hóa để tạo ra dATP, có thể liên kết với vị trí A và tắt RNR.

## Các vai trò khác của NTP trong tế bào